# Siegfried Flesch
Siegfried Friedrich „Fritz” Flesch (Osztrák–Magyar Monarchia, Brno, 1872. március 11. – 1939. augusztus 11.) olimpiai bronzérmes osztrák kardvívó.
A második nyári olimpián, az 1900. évi nyári olimpiai játékokon, Párizsban indult vívásban, egy versenyszámban: kardvívásban bronzérmet szerzett. Az 1908. évi nyári olimpiai játékokon Londonban visszatért és egy vívószámban, a kardvívásban indult és helyezés nélkül zárt.
1899-ben az osztrák vívóbajnokságon ezüstérmes lett.